# Spar

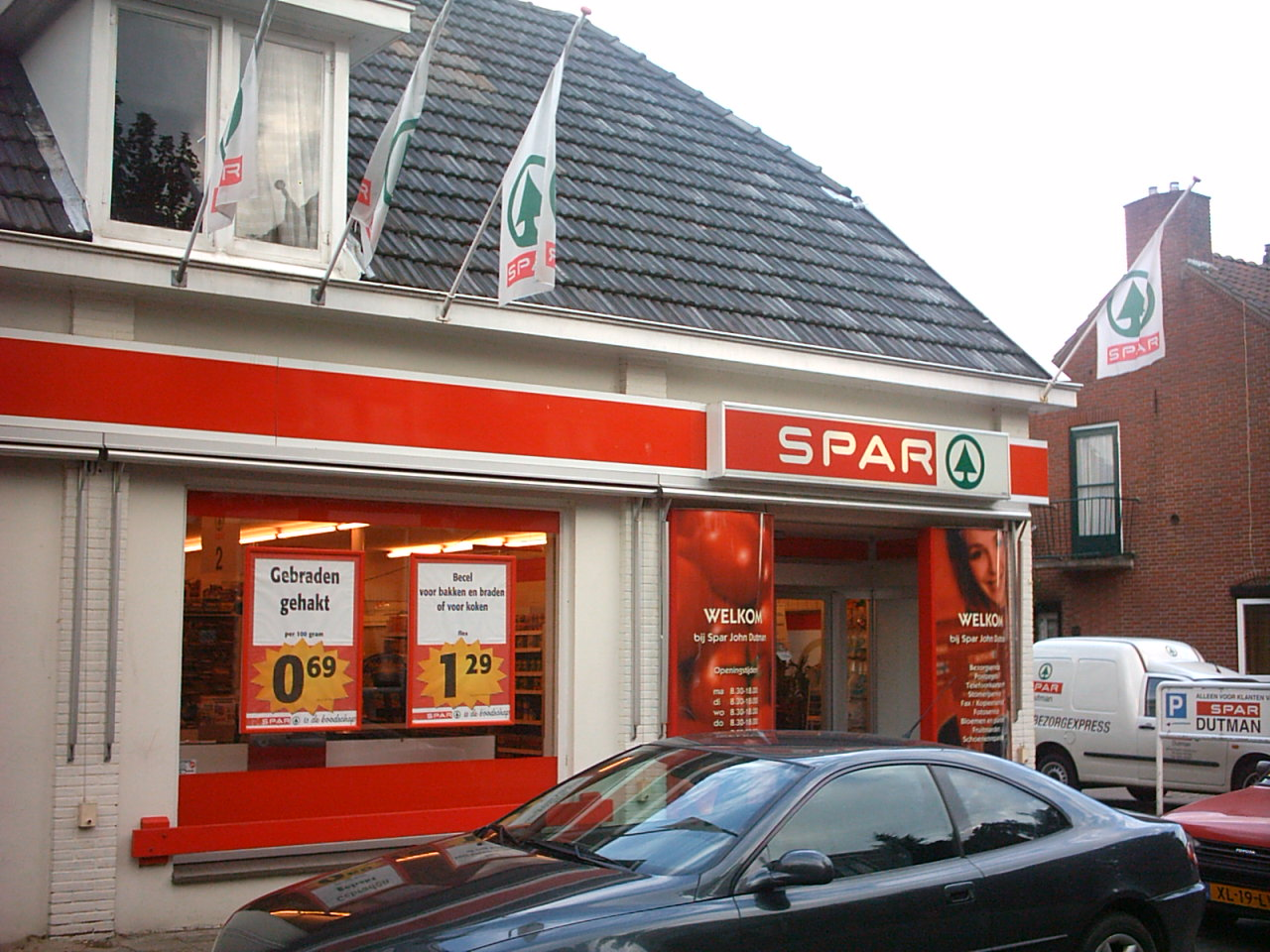
En Spar-butik i Bredevoort, Nederländerna

Spar är en kedja matvarubutiker med cirka 14 000 butiker utspridda över hela världen. 
Spar bildades 1932 av Adriaan van Well i Zoetermeer, Nederländerna och hade mottot DE SPAR, (Door Eendrachtig Samenwerken Profiteren Allen Regelmatig, på svenska ungefär Genom samarbete tjänar alla lika mycket). 
Spar betyder gran på nederländska och det är därför som denna firma har en stiliserad gran i sin logotyp. Det svenska Spar var en del av Axfood AB.

## Spar i Sverige
De svenska Spar-butikerna ägdes av Axfood Franchise med cirka 130 butiker i landet och hade flera egna märkesvaror. De större butikerna hette EuroSpar. År 2005 organiserade Axfood om Spar, Hemköp och Billhällsbutikerna. De större butikerna blev Willys eller Hemköp. De mindre butikerna blev Tempo eller Handlar'n. 

Spar-butiker världen över.